# Лозер (гора)
Лозе́р (фр. Lozére, окс. Losera, по прозванию «Лысая») — гранитный массив, достигающий высоты 1699 м (Пик де-Финьель), расположенный на юго-востоке французского Центрального массива Севенн. Он дал своё имя департаменту Лозер. На горе берёт начало река Тарн. В Лозере есть целый заповедник скал самых причудливых форм, который называется «Лё хаос Монпелье Лё Вьё». Также это высшая точка национального парка Севенны.
В течение многих столетий эта труднодоступная местность была цитаделью протестантства во Франции, и именно в этих долинах было оказано самое жестокое сопротивление тирании Людовика XIV и Людовика XV. Во время Второй мировой войны Севенны превратились в «партизанский край», а после 1968 года — в вотчину хиппи (zippies, как назвали их местные жители), которые заселили многие фермы, покинутые владельцами из-за скудности этих мест.
У подножия горы расположены внушительные руины замка Турне (XII век).